# Moritz von Oldenburg (Erzbischof)

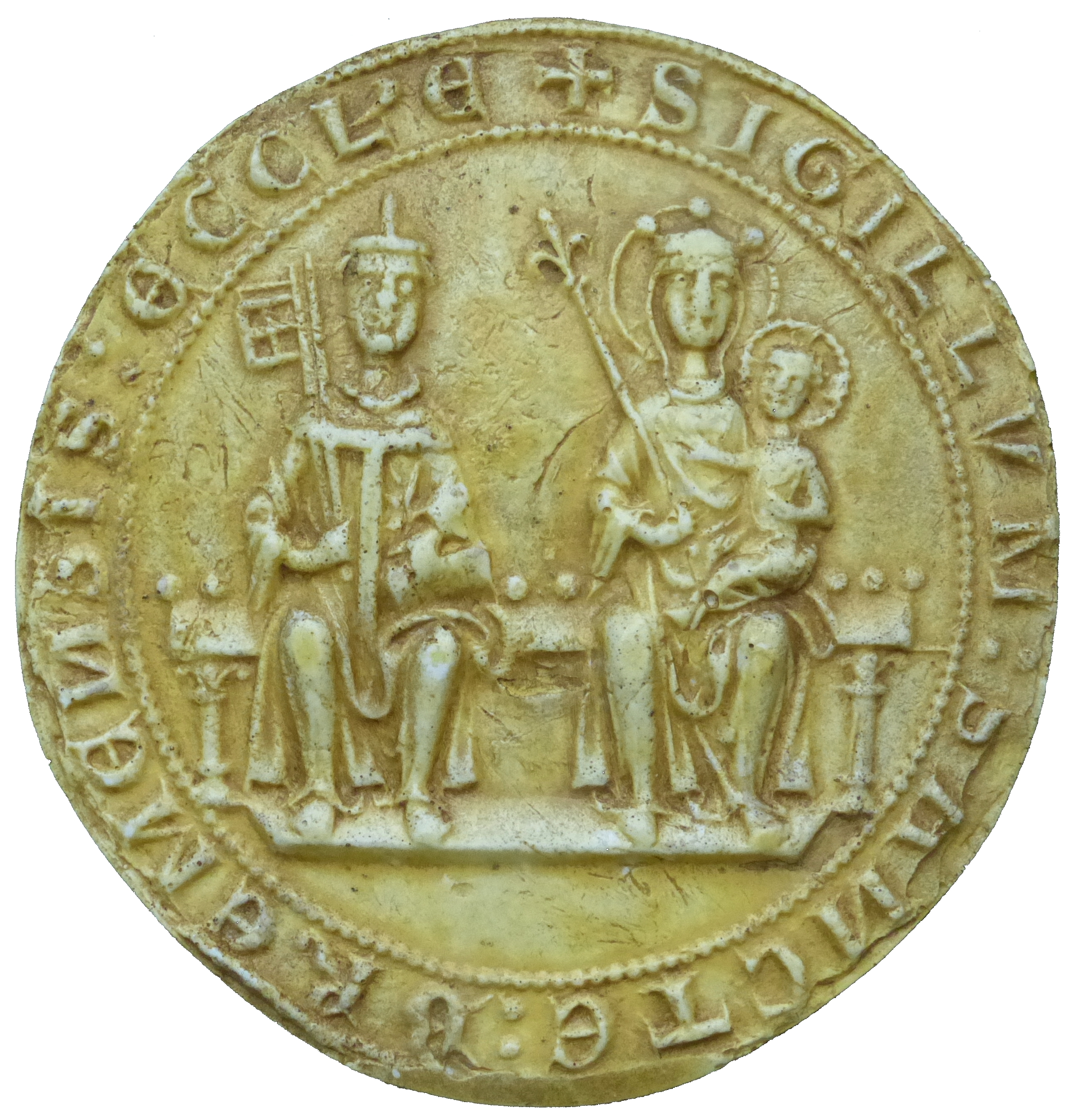
Siegel des Bremer Domkapitels im 14. Jahrhundert

Moritz von Oldenburg, vereinzelt auch als Moritz III. von Oldenburg bezeichnet, († 1368 in Coldewärf bei Blexen) war ein Angehöriger des oldenburgischen Grafenhauses, der in der Bremer Erzbischofsfehde als Kontrahent um den Bremer Bischofsstuhl in die Geschichte einging.
Seine Eltern waren Johann II., Graf von Oldenburg, und dessen erste Gattin Elisabeth von Braunschweig-Lüneburg.
Als Bremer Domherr ab 1337 erwähnt, unterstützte er als Domdekan seinen Onkel, den kranken Erzbischof Otto I. von Bremen bei der Regierung. Nach dessen Tod (wohl im Januar 1348) wählte das Domkapitel ihn zum Nachfolger, verwehrte dabei allerdings dem Hamburger Thesaurar Albert von Merleberg die Teilnahme an der Abstimmung.
Da Papst Clemens VI. jedoch nicht ihm, sondern Gottfried von Arnsberg, dem bisherigen Bischof von Osnabrück das Pallium gewährte, kam es zu dem besagten, mit kriegerischen Mitteln ausgetragenen Machtkampf. Nach einem für Moritz glücklosen Verlauf, musste er in dem am 12. September 1350 geschlossenen Frieden auf die Würde des Erzbischofs verzichten, blieb aber Koadjutor des Erzstiftes und übte somit die eigentliche Regierungsgewalt aus.
Ab 1351 entwickelte sich ein Konflikt zwischen der Hansestadt Bremen und den Grafen von Hoya, da Bremen – dessen Einwohnerzahl durch die Pest erheblich gesunken war – Zuwanderungen aus dem Umland zuließ und früheren Leibeigenen nach einem Jahr die bremische Bürgerfreiheit gewährte. 1356 beanspruchte der Graf von Hoya für einige seiner umgezogenen Eigenleute – nunmehr freien Bürger – die Auslieferung, da diese in seinem ebenfalls durch die Pest geschwächten Gebieten in der Landwirtschaft fehlten. Bremen entsprach dem Auslieferungsbegehren von Hoya nicht, was die Hoyaer Fehde auslöste. Moritz, als Amtmann des Erzstiftes, stand nicht nur die Grafschaft Hoya gegenüber, sondern auch der mit Hoya verbündeten, gerade zum Herzog von Jülich erhobenen Wilhelm I. Am 20. Juni 1358 verlor Bremen ein Gefecht an der Aller. 150 Bürger, darunter acht von zwölf Ratsherren, gerieten in Gefangenschaft. Die hohen Auslösesummen, die Bremen an Hoya zahlen musste, führten 1359 zum Bankrott Bremens.
Nach Gottfrieds Rückzug aus dem Amt im Jahr 1359 oder 1360 wurde auf Betreiben des Grafen Gerhard von Hoya der Welfe Albert II., Sohn des Herzogs Magnus von Braunschweig, Erzbischof von Bremen. Moritz war Albert und seinem braunschweigischen Rückhalt nicht gewachsen, verzichtete auf seine Funktion als Administrator und begnügte sich fortan mit der Stiftsburg Hagen.
1368 beteiligte sich Moritz an einem Kriegszug, diesmal als Verbündeter der Stadt Bremen und den Grafen von Oldenburg, gegen die Butjadinger Friesen. Der Feldzug endete mit der katastrophalen Niederlage bei Coldewärf am 20. Juli 1368. Neben zehn Bremer Ratsherren war Moritz einer von vier Angehörigen des Oldenburger Grafenhauses, die in dieser Schlacht von den Friesen erschlagen wurden.